# Lucas Matthysse
Lucas Matthysse est un boxeur argentin né le 27 septembre 1982 à Trelew.

## Carrière
Champion panaméricain de boxe amateur à San Juan en 2001, il fait ses débuts professionnels le 4 juin 2004 en s'imposant au second round face à Leandro Almagro. Après 11 victoires successives avant la limite, il remporte le 1er avril 2006 la ceinture WBO Latino dans la catégorie super-légers. Matthysse est par ailleurs sous contrat avec la société Golden Boy Promotion.
Invaincu en 28 combats, il affronte le 6 novembre 2010 l'ancien champion unifié des poids welters, Zab Judah. Dominé dans la première partie du combat, il parvient à mettre à terre son adversaire au 10e round. Cela n'est toutefois pas suffisant pour 2 des 3 juges qui voient l'américain s'imposer de peu aux points. Le scénario se répète le 25 juin 2011 lorsqu'il s'incline par décision partagée contre Devon Alexander alors que ce dernier a été compté au 4e round. Ce verdict, très contesté, n'empêche pas l'argentin de remporter ses 6 combats suivants notamment aux dépens d'Humberto Soto et de Lamont Peterson dès le 3e round le 18 mai 2013.
Lucas Matthysse affronte ensuite Danny García, champion WBA & WBC des super-légers le 14 septembre 2013 au MGM Grand de Las Vegas. Blessé à l’œil droit lors du 6e round, il s'incline finalement aux points à l'unanimité des juges. Il perd un autre combat de championnat du monde le 3 octobre 2015 par KO au 10e round contre Viktor Postol. De retour à la compétition un an et demi plus tard, l'argentin s'impose en 5 rounds face à Emmanuel Taylor le 6 mai 2017 puis contre Tewa Kiram en janvier 2018 avant d'être battu par Manny Pacquiao au 7e round le 15 juillet 2018.

## Anecdote
Son frère Walter Matthysse est également boxeur professionnel. C'est un ancien champion WBO Latino des super-welters.